# TV-året 2011

## Händelser

### Januari
- 19 januari – Svenska TV-kanalen TV400 byter namn till TV11.[1]
- 20 januari – Premiär för andra säsongen av TV-serien För alla åldrar på SVT B.[2]

### Juni
- 15 juni – En undersökning i Sverige visar att det så kallade licensskolket sällan straffas, under 2010 polisanmäldes 41 personer av Radiotjänst i Kiruna.[3]

### September
- 2 september – Första avsnittet av Breaking News med Filip och Fredrik visas på Kanal 5.[4]
- 9 september – Kristallen 2011 sänds på TV3.
- 12 september – TV4 Plus byter namn till Sjuan.[5]

### Augusti
- 29 augusti – Premiär för andra säsongen av TV-serien Sveriges historia på TV4.[6]

## TV-seriestarter

### SVT
- 21 september: Bron
- 30 oktober: Allt för Sverige
- 1 december: Tjuvarnas jul, julkalender i SVT

## Mest sedda program
| Program                                   | Tittare   | Kanal | Datum       | Ref   |
| Melodifestivalen - Final                  | 3 670 000 | SVT1  | 13 mars     | [ 7 ] |
| Kalle Anka och hans vänner önskar God Jul | 3 520 000 | SVT1  | 24 december | [ 7 ] |
| Melodifestivalen - Deltävling 2           | 3 120 000 | SVT1  | 12 februari | [ 7 ] |
| Melodifestivalen - Deltävling 1           | 3 020 000 | SVT1  | 5 februari  | [ 7 ] |
| Eurovision Song Contest - Finalen         | 2 885 000 | SVT   | 14 maj      | [ 7 ] |
| Melodifestivalen - Deltävling 4           | 2 835 000 | SVT1  | 26 februari | [ 7 ] |
| Melodifestivalen - Andra Chansen          | 2 740 000 | SVT1  | 5 mars      | [ 7 ] |
| Melodifestivalen - Deltävling 3           | 2 735 000 | SVT1  | 19 februari | [ 7 ] |
| Solsidan                                  | 2 590 000 | TV4   | 16 januari  | [ 7 ] |
| Mästarnas mästare                         | 2 525 000 | SVT1  | 29 maj      | [ 7 ] |
| Moraeus julspecial                        | 2 495 000 | SVT1  | 24 december | [ 7 ] |

## Avlidna
- 15 januari – Susannah York, 72, brittisk skådespelare (Vi möts igen).[8]
- 23 juni – Peter Falk, 83, amerikansk skådespelare (Columbo).[9]
- 25 juni – Sven Plex Petersson, 84, svensk sportjournalist och kommentator.[10]
- 25 juni – Margaret Tyzack, 79, brittisk skådespelare (Forsytesagan, Jag, Claudius).[11]
- 20 september – Gaby Stenberg, 88, svensk skådespelare (Goda grannar, Rederiet).[12]
- 7 december – Harry Morgan, 96, amerikansk skådespelare (M*A*S*H).[13]

### Fotnoter
1. ↑  ”Så får du TV11 på din TV”. TV4. 18 januari 2011. http://www.tv4.se/tv4/artiklar/s%C3%A5-f%C3%A5r-du-tv11-p%C3%A5-din-tv-4fbfdd4b04bf725194008c3d. Läst 18 juli 2015.
2. ↑  ”Barnkanalen 2011-01-20”. Svensk mediedatabas. 20 januari 2011. http://smdb.kb.se/catalog/id/002695635. Läst 18 juli 2015.
3. ↑  ”Dagens Nyheter”. 15 juni 2011. http://www.dn.se/nyheter/sverige/tv-licensskolk-straffas-sallan. Läst 3 juli 2011.
4. ↑  ”Kanal 5 2011-09-09”. Svensk mediedatabas. 9 september 2011. http://smdb.kb.se/catalog/id/002750475. Läst 18 juli 2015.
5. ↑  Henrik Widell (12 september 2011). ”Här är Sjuans kanalidentitet”. Dagens media. Arkiverad från originalet den 21 juli 2015. https://web.archive.org/web/20150721140028/http://www.dagensmedia.se/nyheter/tv/article3264044.ece. Läst 18 juli 2015.
6. ↑  ”TV4 2011-08-29”. Svensk mediedatabas. 29 augusti 2011. http://smdb.kb.se/catalog/id/002748684. Läst 18 juli 2015.
7. 1 2 3 4 5 6 7 8 9 10 11  "Årsrapport 2011" Arkiverad 5 mars 2016 hämtat från the Wayback Machine.. MMS.se. Läst 25 augusti 2013.
8. ↑  Actress Susannah York dies at 72, BBC News 16 januari 2011
9. ↑  Svahn, Clas (24 juni 2011). ”Peter Falk är död”. Dagens Nyheter. http://www.dn.se/kultur-noje/film-tv/peter-falk-ar-dod/. Läst 12 maj 2014.
10. ↑  Erik Aldaeus. ”Sven "Plex" Petersson har avlidit”. Sveriges Television. https://www.svt.se/sport/artikel/sven-plex-petersson-har-avlidit/. Läst 26 juni 2011.
11. ↑  Forsyte Saga's Margaret Tyzack dies after short illness, BBC News 28 juni 2011
12. ↑  Skådespelerskan Gaby Stenberg död, SVT Nyheter Kultur 21 september 2011
13. ↑  MASH-läkare död, SVT Nyheter 8 december 2011